# Foliacja (numeracja)

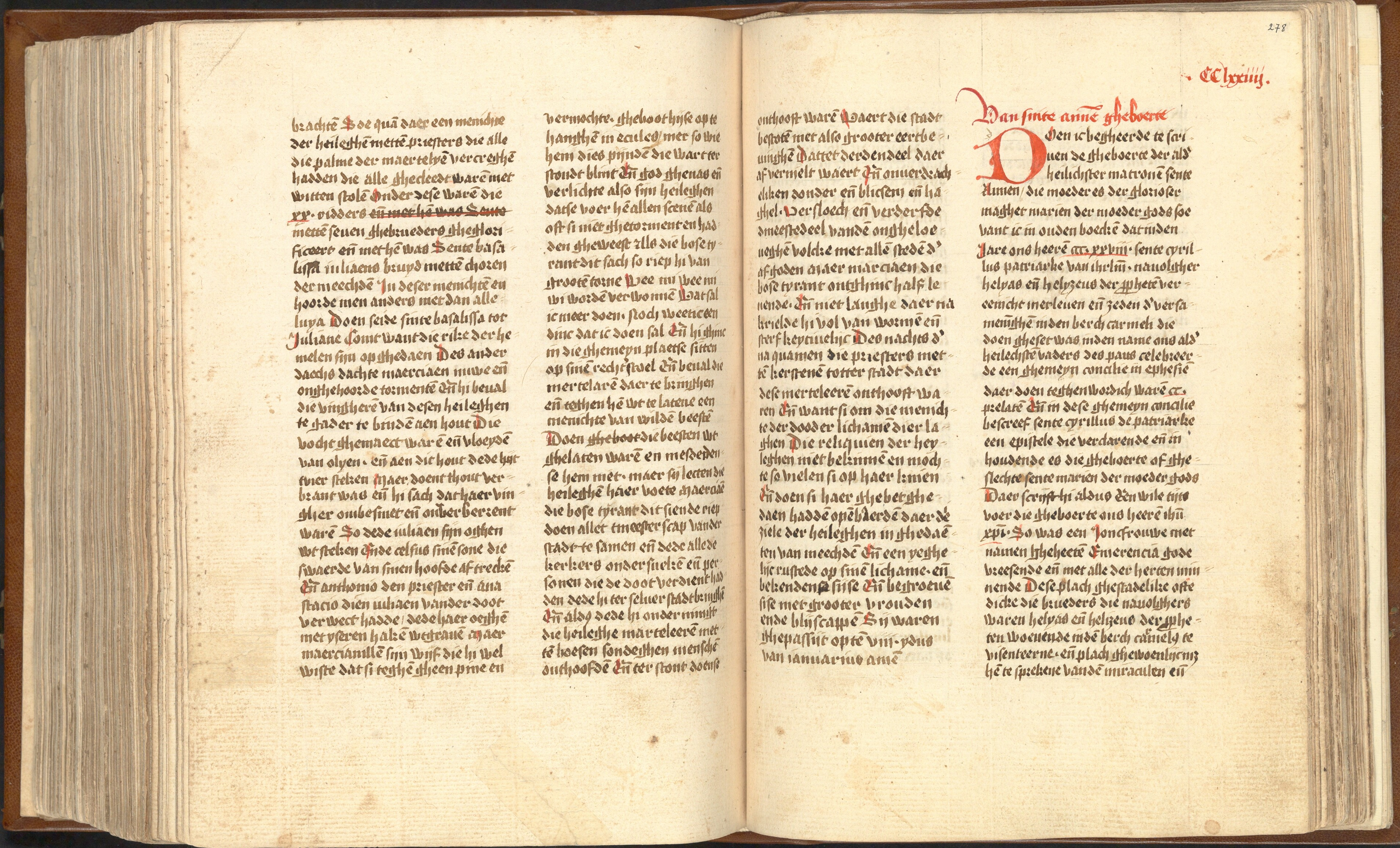
Foliacja cyframi rzymskimi wyłącznie na stronie recto rękopisu z XV wieku (prawy górny róg)

Foliacja – numerowanie kolejnych kart rękopisu lub druku. Początkowo nie numerowano następujących po sobie kart kodeksów. Od VII wieku zaczęto oznaczać kolejność stron bądź kart przy pomocy symboli bądź alfabetu. Od XIII wieku w Europie zaczęto wprowadzać cyfrową numerację kart.
Podobną metodą określania kolejności fizycznych elementów dzieła jest paginacja, czyli numerowanie kolejnych stron.